# Роналд Артс
Роналд Артс (на нидерландски: Ronald Aarts) е холандски електроинженер и физик, писател, изобретател и професор.

## Биография
Роналд М. Артс е роден през 1956 г. в Амстердам. Получава бакалавърска степен по електротехника през 1977 г. и докторска степен по физика от Техническия университет в Делфт през 1995 г.
През 1977 г. той се присъединява към групата по оптика в изследователските лаборатории на „Филипс“ (по-рано – Natlab) в Айндховен. През 1984 г. се присъединява към групата по акустика и работи върху разработването на инструменти за компютърно проектиране и обработка на сигнали за високоговорители. През 1994 г. се присъединява към групата за цифрова обработка на сигнали и ръководи изследователски проекти.
През 2003 г. Артс разширява дейността си към медицината и биологията, по-специално в областта на сензорите и тяхната обработка на сигнали за приложения в кардиологията, неврологията и други. Той е автор или съавтор на над 400 статии и доклади и името му е посочено в над 250 заявки за патенти.
За приносите си получава редица награди. От 2006 г. е преподавател в Техническия университет в Айндховен.
Жени се на 14 септември 1978 г. и има двама синове.